# Быки

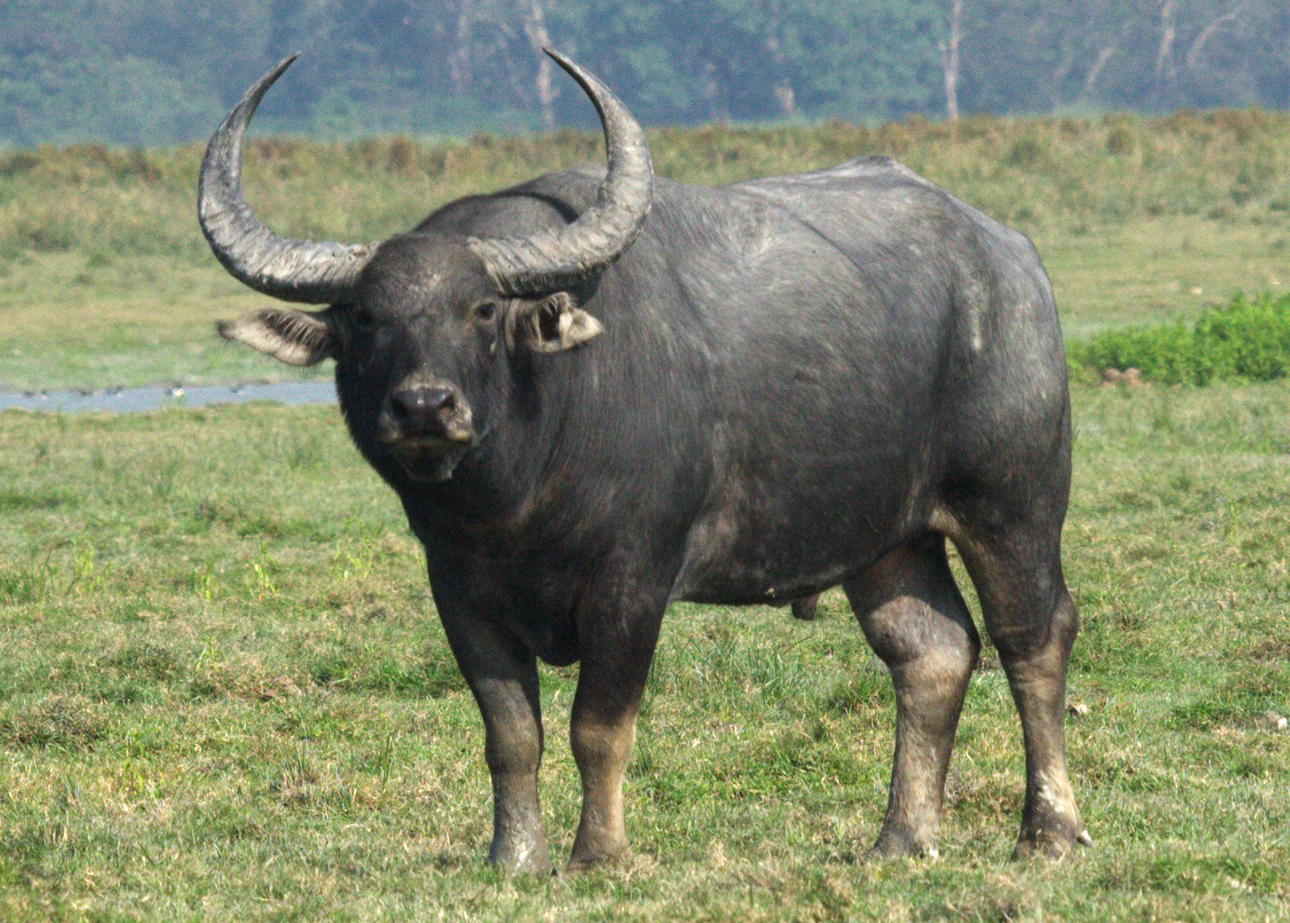
Азиатский буйвол

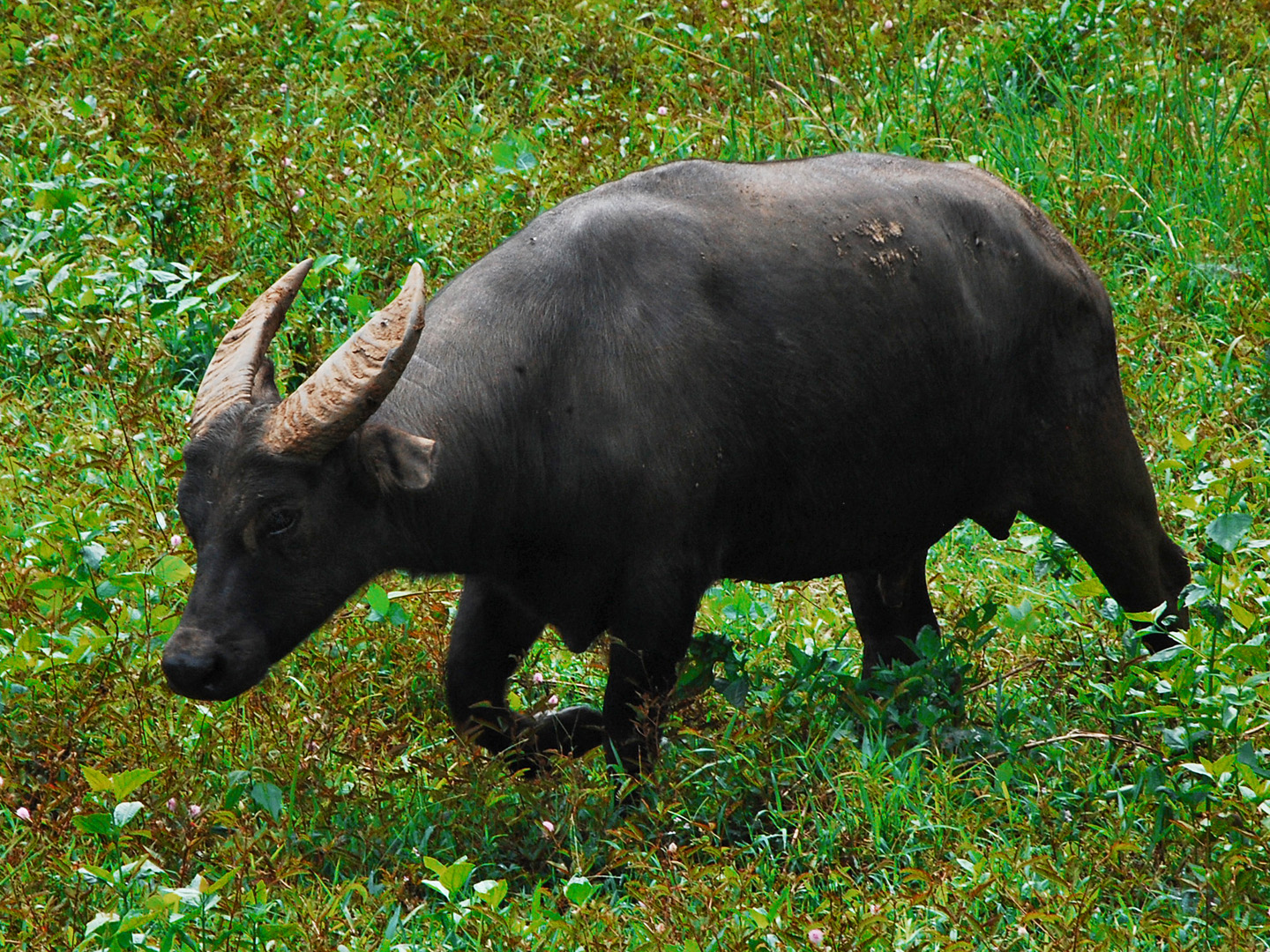
Тамарау

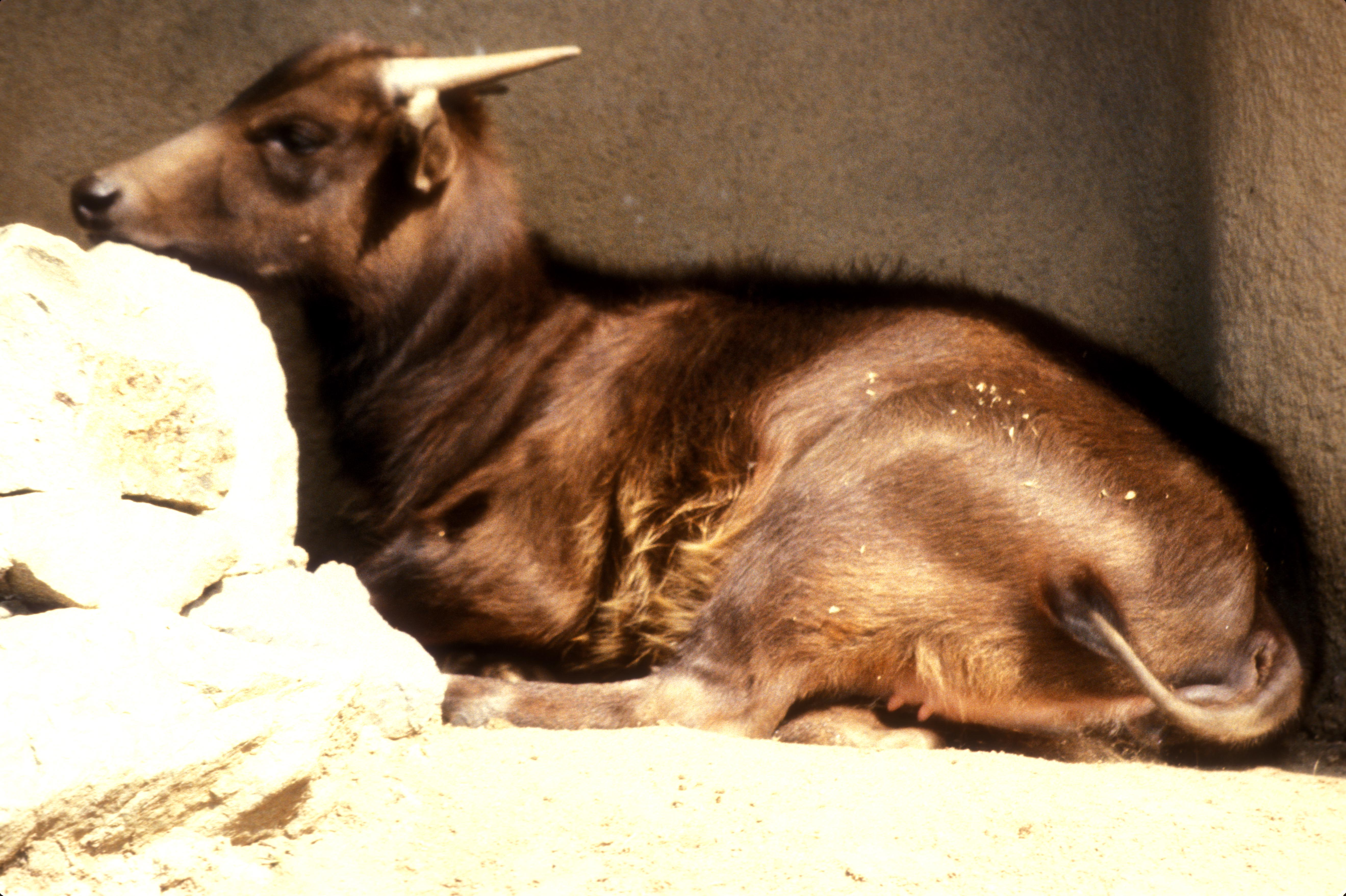
Горный аноа

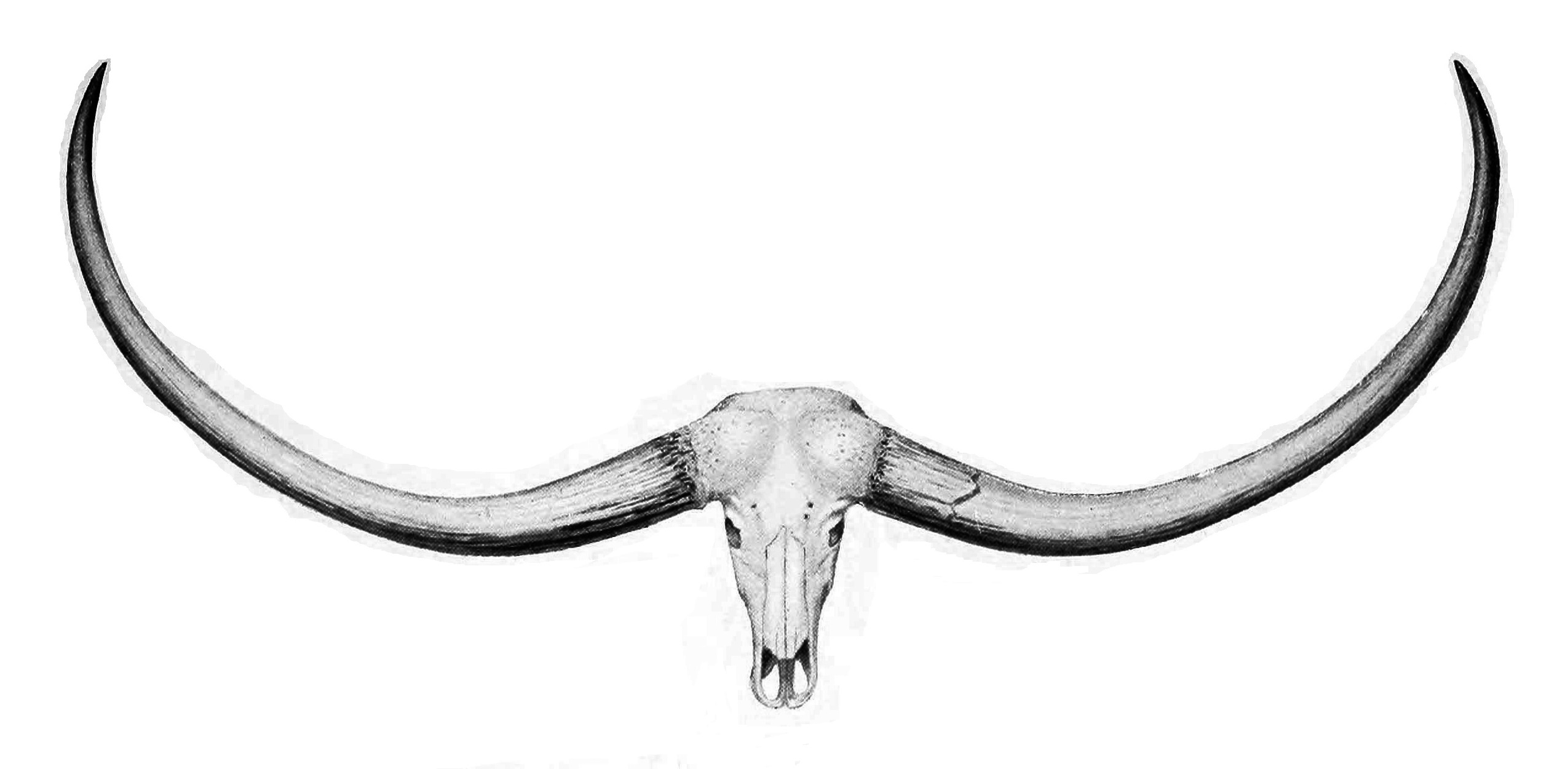
Череп Pelorovis antiquus, Плейстоцен, Восточная Африка

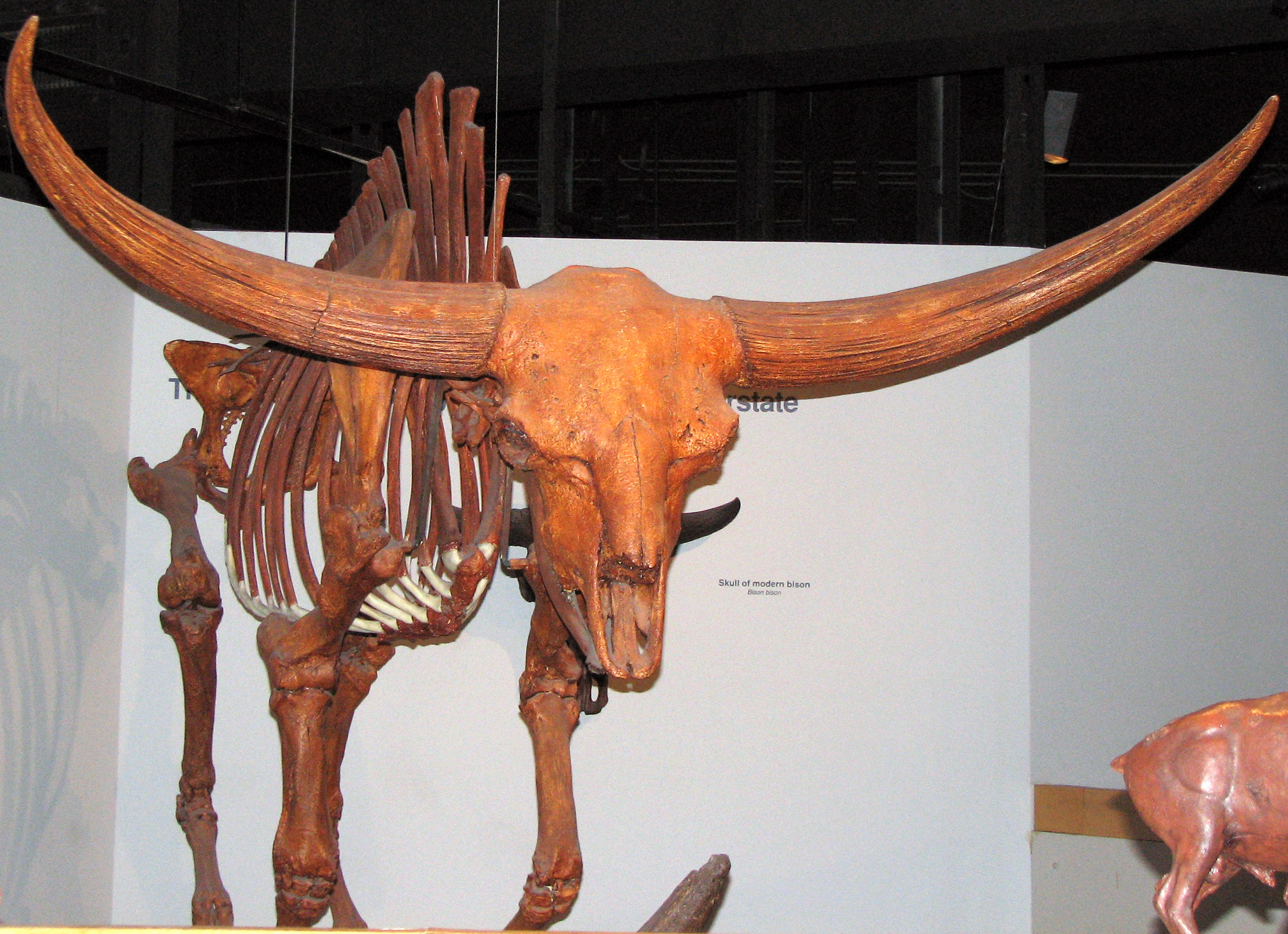
Скелет Bison latifrons, Плейстоцен, Северная Америка

Быки́ (лат. Bovini) — систематическая группа полорогих парнокопытных млекопитающих, в настоящее время имеющая таксономический ранг трибы в подсемействе Bovinae. Раньше быки были единственными представителями подсемейства Bovinae, но после новых генетических исследований в него зачислили также и винторогих антилоп. Быков насчитывается 13 видов, из которых один обитает в Европе (ещё один в дикой природе уже вымер), один в Африке, один в Северной Америке, остальные в Азии. Ещё несколько видов быков вымерли в историческое время. Кроме того, известно несколько ископаемых видов быков.
По мтДНК Tragelaphini и Bovini разделились 15,82 млн лет назад. Bovini разделились на Bovina (Bison/Bos) и Bubalina (Babulus/Sincerus) 11,59 млн лет назад. Bison и Bos разделились 4,3 млн лет назад, Babulus и Sincerus — 7,26 млн лет назад.

## Классификация
Быками являются следующие роды и виды парнокопытных:
- Род † Parabos[8]
  - † Parabos boodon
  - † Parabos cordieri
  - † Parabos savelisi
- Род † Brabovus[9]
  - † Brabovus nanincisus
- Род † Ugandax[9]
  - † Ugandax coryndonae
  - † Ugandax gautieri
- Род † Simatherium[9]
  - † Simatherium kohllarseni
  - † Simatherium demissum
- Род † Alephis[10]
  - † Alephis lyrix
  - † Alephis tigneresi
- Род † Leptobos[9]
  - † Leptobos falconeri
- Подтриба Pseudoryina[11]
  - Род Pseudoryx
    - Pseudoryx nghetinhensis — Саола
- Подтриба Bubalina[12]
  - Род Bubalus — Азиатские буйволы
    - Bubalus arnee — Азиатский буйвол
    - Bubalus mindorensis — Тамарау
    - Bubalus depressicornis — Аноа
    - Bubalus quarlesi — Горный аноа
    - † Bubalus brevicornis[12]
    - † Bubalus cebuensis[12]
    - † Bubalus grovesi[13]
    - † Bubalus guzhensis[12]
    - † Bubalus mephistopheles[12][14]
    - † Bubalus murrensis[15]
    - † Bubalus palaeindicus[12]
    - † Bubalus palaeokerabau[12]
    - † Bubalus platyceros[12]
    - † Bubalus sivalensis[12]
    - † Bubalus teilhardi[12]
    - † Bubalus tingi[12]
    - † Bubalus triangulatus[12]
    - † Bubalus wansijocki[12]
    - † Bubalus youngi[12]

  - Род Syncerus — Африканские буйволы
    - Syncerus caffer — Африканский буйвол
      - Syncerus caffer nanus — Красный буйвол

    - † Syncerus acoelotus[9]

  - Род † Pelorovis[9][16]
    - † Pelorovis antiquus
    - † Pelorovis kaisensis
    - † Pelorovis oldowayensis
    - † Pelorovis turkanensis

  - † Род Proamphibos[12] — поздний плиоцен, Индия[17]
    - † Proamphibos kashmiricus[18]
    - † Proamphibos lachrymans[9]

  - † Род Hemibos[12]
    - † Hemibos acuticornis — поздний плиоцен, Индия[19]
    - † Hemibos triquetricornis[9]
- Подтриба Bovina[9][11]
  - Род Bos — Настоящие быки
    - Bos taurus — Дикий бык
      - † Bos taurus primigenius — Тур
      - Bos taurus taurus — Домашний бык
      - Bos taurus indicus — Зебу

    - Bos sauveli — Купрей
    - Bos javanicus — Бантенг
    - Bos frontalis — Гаур
    - Bos mutus — Як
    - † Bos elatus — плейстоцен, Европа[20]

  - Род Bison — Бизоны
    - Bison bison — Бизон
      - Bison bison bison — Степной бизон
      - Bison bison athabascae — Лесной бизон

    - Bison bonasus — Зубр
      - Bison bonasus bonasus — Беловежский зубр
      - † Bison bonasus caucasicus — Кавказский зубр

    - † Bison priscus — Степной зубр, плейстоцен, Евразия, Северная Америка
    - † Bison alaskensis — плейстоцен, Северная Америка
    - † Bison antiquus — плейстоцен—голоцен, Северная Америка
    - † Bison francisi
    - † Bison latifrons — поздний плиоцен—плейстоцен, Северная Америка

  - † Epileptobos[9]
    - † Epileptobos groeneveldtii

  - † Smertibos[9]
    - † Smertibos etruscus
    - † Smertibos vallisarni

## Значение
Быки имеют большое сельскохозяйственное значение для человека. Одомашненные быки, используемые как сельскохозяйственные животные, называются крупным рогатым скотом.

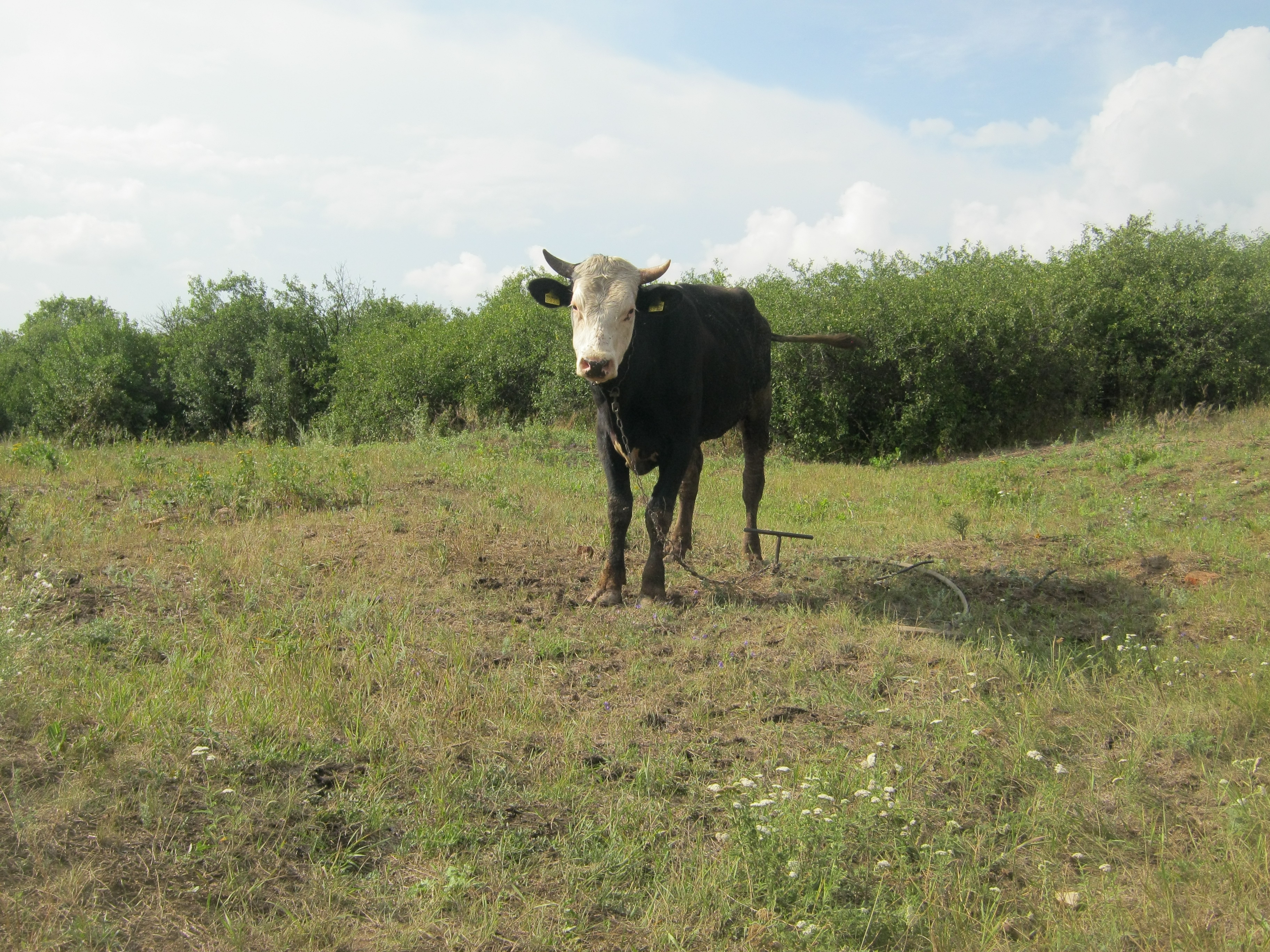
Домашний бык

## В культуре
В геральдике бык является символом плодородия земли.
На Ближнем Востоке существовал культ быка. В частности Ветхий Завет упоминает поклонение «тельцу самарийскому» (Ос. 8:6). В астрологии с бык (Телец, Taurus) символизировал месяц май.
Советский фантаст Иван Ефремов написал роман Час Быка (1970).
Существует расхожее мнение, что быка раздражает красный цвет. Как показали опыты, это не так.